# Gonocephalus semperi
Gonocephalus semperi là một loài thằn lằn trong họ Agamidae. Loài này được Peters mô tả khoa học đầu tiên năm 1867.